# Marie Myriam
Marie Myriam, nome artístico de Myriam Lopes Elmosnino (Kananga, 8 de maio de1957), é uma cantora luso-francesa nascida na República Democrática do Congo.

## Biografia
Filha de pais portugueses, foi batizada com o nome de Myriam Lopes, tendo nascido a 8 de maio de 1957 na cidade de Kananga, no então Congo Belga - atual  República Democrática do Congo. Apesar de ter vivido durante algum tempo em seu país de nascimento, sua família mudou-se para França quando Myriam ainda era criança, embora frequentemente visitassem Portugal, de onde seus familiares são originários. Em sua adolescência chegou a morar durante 4 anos na cidade de Coimbra. Sua língua materna é o português, embora desde muito cedo tenha obtido fluência no francês. Ela também se comunica através do inglês em entrevistas, concertos e viagens a outros países, e mesmo possuindo aparentemente uma boa pronúncia, reconhece com humildade o fato de não se considerar muito boa neste idioma.
Marie Myriam despontou no cenário musical em 1976 com o single "Ma Colombe", que lhe rendeu certo êxito em França e no Canadá. O reconhecimento veio ao representar a França no Festival Eurovisão da Canção 1977, com a canção  L'Oiseau et l'Enfant (O pássaro e a criança), canção de autoria de Jean-Paul Cara (música) e Joe Gracy (letra). Foi a vencedora deste festival, realizado em Londres na véspera do aniversário de 20 anos da jovem cantora.
Ao longo de sua carreira ela gravou diversos discos, incluindo "Sentimentale" e temas inspiracionais de Natal, bem como discos infantis. Também cantou a banda sonora de várias séries de animação e gravou temas para as coletâneas "Les Plus Belles Chansons Françaises" das edições Atlas. Um dos temas é uma versão de "Avril Au Portugal".
Em 2011, foi eleita uma das 7 Maravilhas da Eurovisão no site eurovisivo ESCPortugal. Ultimamente tem sido habitual que ela seja a porta-voz do júri francês no Festival Eurovisão da Canção.
Marie foi casada com o produtor musical Michel Elmosnino desde o fim dos anos 1970 até a morte dele, aos 67 anos, em 2013; o casamento teve dois filhos: Laureen (nascida em 1982) e Rick (nascido em 1990).

## Discografia
- Toutes les chansons du monde - 1977
- Toujours partir
- Le cœur somnambule - 1979
- Sentimentale - 1982
- La plus belle chanson d'amour
- Vivre
- Nostalgia - 1985
- VII (editado apenas no Québec) - 1991

Singles
- Ma colombe/Rêver d’ailleurs - 1976
- L'oiseau et l'enfant - 1977
- A ave e a infância (versão portuguesa de "L'oiseau et l'enfant") - 1977
- El zagal y el ave azul (versão espanhola de "L'oiseau et l'enfant") - 1977
- The bird and the child (versão inglesa de "L'oiseau et l'enfant") - 1977
- La Leçon de Prévert - 1977
- Toutes les chansons du monde - 1977
- Loin, Loin - 1978
- Chansons pour Casimir - 1979
- Toujours partir - 1979
- Un Homme Libre - 1979
- Les Visiteurs de Noël - 1979
- Los Olvidados - 1980
- Noël - 1980
- Blanche Neige - 1981
- J'aime Quand Tu Es Jaloux - 1981
- Nils Holgersson - 1982
- Sentimentale - 1982
- Candy Grandit
- Alors/La plus belle chanson d'amour - 1983
- Nostalgia - 1984
- Vivre - 1985
- Tout Est Pardonné - 1987
- Dis-Moi Les Silences - 1988
- En plein cœur - 1988
- La Solitude Des Rois - 1989
- Pour toi Arménie [vários]- 1989
- P'tit homme  - 1992

Compilações
- 1994 : 14 plus grands succès (compilação) - 1994
- 1995 : Atout (compilação) - 1995
- 1996 : Charme (compilação) - 196
- 2007 : Encore (compilação)

## Ligações Externas
- http://www.encyclopedisque.fr/artiste/3393.html
- http://www.discogs.com/artist/Marie+Myriam
- http://pagesperso-orange.fr/denis.schwartz/mmyriam.htm